# Vialardi (famiglia)
I Vialardi sono una famiglia di origine longobarda, noti in Piemonte dalla fine dell'XI secolo. Di fiera parte ghibellina, ebbero signorie, sia in Italia che in Francia, tutte derivate dalle tre linee principali (Verrone, Villanova Monferrato e Sandigliano), con le consignorie di Cerreto Castello, Quaregna (XII secolo), Candelo, Occhieppo, Mosso, Ysangarda, Villanova Biellese, Salussola (XIV secolo), Beatino, Borriana, Vettigné (XV secolo), Stroppiana, Cella Monte (XVI secolo), Gorbio, Frassinetto, Colcavagno (XVII secolo), Castellamonte, Lessolo (XVIII secolo).

## Origine

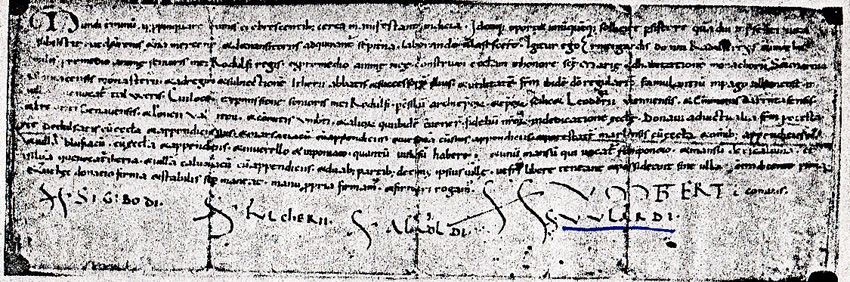
Talloires, Atto dotazione dell'abbazia 1031 - 1032

La prima attestazione della famiglia risale a un "Vulardi", che nel 1031 (o 1032) è citato come teste in un atto della Cancelleria della Corte reale di Borgogna circa la dotazione dell'abbazia di Talloires. Tradizionalmente, da Vulardi discende Casa Vialardi e dal conte Uberto, Biancamano nel tardivo obituario latino di Hautecombe (1342), la dinastia di Casa Savoia. Discendente di Vulardi fu Wid, figlio di Vialardi e Plusbella, nato intorno al 1090: al suo nome fu associato il soprannome alto-tedesco all hart ed egli divenne dunque noto come Wid-all-hart (Guido il Forte, Guido il Crudele), successivamente latinizzato in Widalardo. Un'identica traslazione linguistica si riscontra nel nome della madre, plus bella, latinizzazione di un soprannome diventato d'uso a scapito di un nome alto-tedesco perduto nelle avvisaglie di una Chiesa in progressione. I Necrologi Eusebiani riportano la morte della madre Plusbella e dei suoi fratelli Manfredo e Lantelmo, che morirono dunque nel territorio di Vercelli, mentre il padre e il terzo fratello, Umberto, non sono menzionati in quanto la loro morte dovette avvenire fuori dal territorio vercellese.
Il primo documento locale in cui compare il nome di Widalardo, o forse ancora del padre (la lettura del documento è ambigua), è un atto del 1118, dove è tra i consiglieri laici del vescovo di Vercelli Anselmo. L'atto riguarda la cessione di una parte della curtis di Torcello (Casale Monferrato) ed altri beni intorno Casale: Widalardo dovette avere interessi nella zona e la collina su cui si trova Torcello porta infatti il nome di Vialarda. Nel 1142, Widalardo fu nuovamente a Vercelli come teste di un atto con cui il vescovo Gisulfo confermava ai canonici di Santa Maria di Vercelli tutte le decime della curia. Widalardo, come dimostrano i documenti successivi, era il maggiore proprietario laico intorno alla chiesa e poteva pertanto confermare diritti e proprietà.
Widalardo è ancora menzionato per un contenzioso che l'aveva opposto al potente capitolo di Santo Stefano di Biella, riguardante la proprietà della chiesa di Sant'Eusebio sulla collina biellese e delle sue pertinenze: si trattava probabilmente di un insieme di oratori privati e mansi dipendenti nati dalla trasformazione di una curtis dominica. Widalardo offrì una transazione che fu accettata dal decano capitolare e l'atto fu firmato il 4 dicembre del 1147 «in curte Vuidalardi». I sei testi laici di Widalardo, di Novara e di Milano, confermano l'ambito esterno a Vercelli della curtis, probabilmente in area lombarda. In questo atto sono citati anche altri membri della famiglia, di cui Widalardo è il decano che saranno nel secolo successivo i fondatori delle tre linee principali di discendenza.

## Proprietà a Vercelli
I documenti successivi citano proprietà nel Vercellese, Biellese e Casalese (castelli, torri, case, mansi, molini e terre). I beni maggiori in Vercelli sembrano essersi consolidati al tempo di Attone e comprendevano, tra gli altri, la roggia vercellina, che forniva l'acqua alle difese della città, vendute dai Vialardi al comune di Vercelli con una serie di atti tra la fine del XII secolo e l'inizio del XIII. Il 21 giugno 1178 i Vialardi cedettero a Federico Barbarossa i diritti di pedaggio sul porto e sulle rive del Cervo e della Sesia; fu il vescovo di Vercelli ad agire nell'acquisto per conto dell'imperatore.

## Ascesa politica
Nell'atto del 1147 si delineano i capostipiti delle tre linee principali dei Vialardi (Villanova, Verrone e Sandigliano):
- da Roberto dei Vialardi di Vercelli, figlio di Rolando quondam Widalardo:
  - la prima linea dei Vialardi di Verrone da cui:
    - i Vialardi di Vettigné;
    - i Vialardi di Salussola e Puliaco;
    - i Vialardi di Rougemont (Canton Vaud);
    - i Vialardi di Biella da cui i Vialardi di Lessolo e Castellamonte;
    - i Vialardi di Verrone e Mongrando.
- da Gilio dei Vialardi di Villanova Monferrato e di Casale Monferrato[8], figlio quondam Lantelmo, fratello di Widalardo:
  - i Vialardi di Villanova da cui:
    - i Vialardi di Candelo;
    - i Vialardi di Ysangarda;
    - i Vialardi di Casale, Mantova e Milano;
    - i Vialardi di Stroppiana, Cella Monte, Frassinetto e Colcavagno;
    - i Vialardi di Francia (de Villardi de Montlaur et Quinson).

  - i Vialardi di Sandigliano, da cui:
    - i Vialardi di Massazza;
    - i Vialardi di Sandigliano e Villanova;
    - i Vialardi di Sandigliano e Salussola;
    - i Vialardi di Sandigliano, Borriana e Beatino;
    - i Vialardi di Sandigliano Lascaris di Gorbio.
- da Giordano dei Vialardi di Villanova e di Vercelli, figlio quondam Lantelmo, fratello di Widalardo:
  - la seconda linea dei Vialardi di Verrone.

Fino alla prima metà del Duecento la gestione delle relazioni politiche e militari continuò sulla linea del diritto alto-germanico della sippe, demandata agli anziani di ogni gruppo famigliare, cui competevano le relazioni degli incastellamenti con il territorio di insistenza. Le proprietà extraurbane appartenevano ai singoli gruppi familiari, mentre quelle urbane erano detenute collettivamente, garantendo in questo modo un peso monetario e politico unico.
Con l'affermazione del policentrismo di Vercelli sul territorio e la parallela formazione di un'associazione comunale, i Vialardi furono fin dagli inizi membri della Credenza, l'organo consultivo comunale e consoli, influendo sulla politica interna e sulle alleanze esterne della città grazie al peso dei propri sistemi difensivi. Questo potere non produsse nepotismi e in molti casi l'interesse del Comune prevaricò quello familiare: nel 1197 i consoli di Vercelli resero liberi («liber et absolutus») il castello e le terre di Villanova Monferrato inizio dell'espansione comunale sul territorio extraurbano tanto in chiave difensiva quanto di influenza politica.
La creazione del borgo franco di Villanova Monferrato, decisa con il consiglio di Giacomo Vialardi «et sociorum quorum", decretava anche che «nullus dominorum debeat abitare in illo castro», compromettendo gli interessi dei cugini Vialardi proprietari del castello, altrettanto potenti in città per l'ampia presenza consolare. Alla crescita del peso politico della città, ne sarebbe corrisposto uno parallelo del potere familiare in un momento cruciale delle lotte interne tra fazioni dell'élite urbana, che stavano modificando le egemonie sul territorio.
Giacomo dominò la scena politica per quasi cinquant'anni influenzando con il coinvolgimento di tutto il gruppo familiare lo spostamento verso l'impero di Vercelli, cui diede coscienza del proprio peso di fronte a Milano, Pavia e Brescia. Ai figli ed ai cugini di Villanova Monferrato furono demandate le relazioni politiche esterne, mentre i cugini interni alla città fornirono l'appoggio della Credenza e quello delle cattedre ecclesiali di Santa Maria e di Sant'Eusebio, per oltre cent'anni in mano a longevi e politicizzati arcidiaconi Vialardi.
Un coinvolgimento così schierato dalla parte ghibellina richiese una presenza più compatta sul territorio, con un incastellamento meglio coordinato ai bordi delle zone di espansione della città. Giacomo guidò il cambio degli interessi familiari iniziando l'allentamento patrimoniale progressivo in città a favore del potenziamento dei castelli extraurbani, che assunsero un peso cruciale nelle scelte politiche dei Vialardi. Sono di questo periodo le grandi dismissioni immobiliari in Vercelli, che favorirono un avvicinamento più stretto al Comune, fornendo contemporaneamente la massa di denaro necessaria all'ammodernamento dei sistemi difensivi, alla costruzione di nuovi ed all'acquisto di terre da reddito per il loro mantenimento. Contemporaneamente, furono ceduti i beni extraurbani non vitali nel sistema degli incastellamenti, mentre si consolidarono attraverso nuovi acquisti ed investiture le presenze in Candelo, Ysangarda, Verrone, Villanova Monferrato e Sandigliano, posizioni che la lungimiranza di Widalardo aveva già individuato come strategiche.
Con la seconda metà del Duecento i gruppi famigliari dei Vialardi assunsero una fisionomia propria, sempre legati interfamiliarmente, ma con indipendenze maggiori.

## La divisione in tre linee
Il nuovo assetto familiare si consolidò su tre linee ben definite:
- I Vialardi di Vercelli, che continuarono la gestione politica della famiglia, ora contrapposta ad altre famiglie emerse dall'ambito ecclesiale e mercantile con cui la convivenza non fu sempre facile. Questa linea si estinse alla fine del XVI secolo.
- I Vialardi dei castelli di Sandigliano (linea dei Vialardi di Sandigliano) e Ysangarda (linea dei Vialardi di Villanova), la cui forte capacità militare li portò ad essere i primi alleati viscontei nel Biellese e punto di appoggio delle scorrerie di Facino Cane, le cui truppe erano di stanza nei loro castelli. Il conflitto con gli incastellamenti limitrofi appartenenti a famiglie con posizioni politiche fluttuanti, in particolare con il composito sistema parentale degli Advocati Ecclesiae (Avogadro), fu immediato e causa principale della caduta del Biellese nelle mani del duca di Savoia.
- I Vialardi del castello di Verrone (linea dei Vialardi di Verrone), che mantennero posizioni attesiste che progressivamente li allontanarono dal gruppo familiare. Militarmente meno capaci, portati più all'equilibrio politico attento ai giochi territoriali, videro con poco favore l'alleanza stretta dei cugini di Sandigliano e Ysangarda con i Sovrani di Milano.

Al declino imperiale, i Vialardi di Vercelli passarono indenni attraverso i rivolgimenti politici e militari della città, mentre i Vialardi dei castelli di Sandigliano e Ysangarda continuarono una contrapposizione militare ai duchi di Savoia. In una battaglia durata tre notti e due giorni cadde anche il Torrione di Sandigliano ed il 24 settembre 1426 i Vialardi di Sandigliano firmarono un'aspra e incondizionata resa del loro «castrum et turrionum» ad Amedeo VIII di Savoia. Manfredo di Saluzzo, che aveva guidato vittoriosamente l'esercito savoiardo-vallese contro il Torrione, non proseguì per Ysangarda, pericolosa da raggiungere, inutile come battaglia, troppo lontana dagli accampamenti di Ivrea. I Vialardi del castello di Ysangarda rientrarono indenni a Casale dove si posero al servizio dei marchesi di Monferrato e poi dei Sovrani di Mantova.
I Vialardi di Verrone avevano invece già fatto la propria scelta cinquantatré anni prima, passando al fianco del conte di Savoia il 19 febbraio 1373,.

## Esponenti della famiglia Vialardi

### Vescovi e Arcivescovi (tutte le linee)
- Jacopo Carnario Vialardi vescovo di Vercelli (1236-1241)
- Antoine Vialart arcivescovo di Bourges (1572-1576)
- Félix Vialart de Herse vescovo e conte di Châlons-en-Champagne (1642–1680)
- Enrico Vialardi di Villanova vescovo di Mantova (1687-1711)

### Esponenti più celebri (linee d'origine)
- Vulardi, teste all'atto di dotazione dell'abbazia «in pago Albanense in villa quae vocatur Talueriis» del 1033, sottoscritto dal conte Uberto [di Moriana] (Umberto I Biancamano) d'ordine della regina d'Ermengarda, vedova di Rodolfo III di Borgogna. Tradizionalmente, da Vulardi discende il ramo italiano dei Vialardi e dal conte Uberto, Biancamano nel tardivo Obituario latino di Altacomba (1342), la dinastia di Casa Savoia
- Gonello seu Bonello, miles strenuus. et industrius, crociato con il marchese di Monferrato in Terra santa, muore in Puglia nel luglio 1168
- Raimondo dei Vialardi (Raymond de Villardi) di Milano (Vialardi di Villanova) si rifugia ad Avignone (giugno 1340) dopo la fallita congiura di Francesco Pusterla contro Luchino Visconti (signore di Milano), cugino di Raimondo ed è investito della Signoria di Pélissanne in Provenza da Jeanne d'Anjou-Sicile (Giovanna I di Napoli), «reine de Naples et comtesse de Provence». È il capostipite dei Vialardi (de Villardi) marchesi di Montlaur e conti di Quinson (de Villardi de Montlaur et Quinson)
- Bartolomeo Vialardi di Villanova, Governatore del castello di Casale, consigliere di Stato e tesoriere generale del Monferrato
- Pietro Vialardi di Verrone, Ambasciatore e Maestro di Casa del Conte François Ier de Gruyère, Consigliere e Maresciallo del Duca di Savoia (1475)
- Antonio Vialardi di Verrone, priore della chiesa di Rougemont (Vaud) dal 1482 al 1487
- Giovanna Vialardi di Villanova, poetessa, autrice, tra l'altro, delle Rime (Lucca 1559)
- Antoine Vialart, priore del Priorato di Saint-Martin-des-Champs a Parigi dal 1563 al 1575
- Baldassarre Vialardo, presbitero, autore della Missa “Vestiva i colli” (1588), morto intorno al 1620, che la critica specialistica inglese ha definito: «probably one of the greatest examples of enduring music, crossing centuries».
- Francesco Maria Vialardi, cortigiano, filosofo e politologo, autore, tra l'altro, Della famosissima Compagnia della Lesina (Venezia 1589) e della Istoria delle vite de' sommi Pontefici Innocenzo VIII (Venezia 1613). Fu tra gli artefici dell'arresto di Giordano Bruno che aveva seguito dall'Inghilterra fino Venezia
- Marco Antonio Vialardi di Villanova, ambasciatore del ducato di Mantova in Roma (1625- 1628), segretario della principessa Maria Gonzaga, reggente del Ducato di Mantova, segretario di Stato (1645) e membro del consiglio di Stato (1648)
- Carlo Maria Vialardi di Villanova († 1715), servì dapprima nell'armata imperiale, per poi affermarsi alle dipendenze del Sovrano di Mantova, Ferdinando Carlo Gonzaga-Nevers, suo principe naturale, quale inviato ducale presso le corti di Vienna, Monaco, Dresda e Parma, governatore di Casale e Guastalla e ministro del ducato di Mantova (1691), Sovrintendente generale alle Vie di Comunicazione del ducato (1699), Segretario di Stato, Ministro di Consiglio di Ascanio Andreasi e Consigliere di Stato, membro del Consiglio di Reggenza con l'incarico di amministrare il Mantovano in assenza del duca Ferdinando Carlo di Gonzaga-Nevers (1703)[12][13].
- Romualdo Vialardi, Ministro di Stato di Mantova.
- Vittorio Amedeo Vialardi di Verrone, Commendatore dell'Ordine Militare di Savoia, Gran Cordone dell'Ordine dei Santi Maurizio e Lazzaro, Commendatore dell'Ordine della Corona Ferrea d'Austria, tenente generale Comandante le Guardie (Granatieri di Sardegna), governatore di Fenestrelle
- Augusto Vialardi di Verrone, Luogotenente generale, Comandante la Piazza della Cittadella di Torino, Cavaliere dell'Ordine dei Santi Maurizio e Lazzaro, Segretario generale della Guerra (1859-1860), Commendatore dell'Ordine Militare di Savoia (1860)
- Tomaso Vialardi di Sandigliano (1863-1927), maggiore del 3º Reggimento alpini, poi maggior generale, costituisce il I Gruppo specialistico di Alpini sciatori (inverno 1902). È il fondatore della Società Astronomica Italiana, dell'Unione Pro Schola Libera e dell'Ufficio Centrale per Notizie alle Famiglie dei Militari di Terra e di Mare
- Emiliano Vialardi di Sandigliano, brigadier generale, una Croce di Guerra al Valor Militare e una promozione per merito di guerra sul fronte del Piave (Battaglia del solstizio, Montello - 5º Reggimento Artiglieria da campagna), aiutante maggiore in 1ª del 3º Reggimento Celere Principe Amedeo Duca d'Aosta (già Reggimento a Cavallo), mantiene la carica nelle operazioni sul Fronte occidentale ed in Nordafrica. Comandante la formazione di intelligence alleata REX (CMRP-SIM del CLN) alle dipendenze dell'OSS durante la Guerra di liberazione, decorato di una seconda Croce di Guerra al Valor Militare, a fine guerra passa alle dirette dipendenze dirette di James Angleton (1945-1947) e quindi alla 2ª Sezione Ufficio D del Servizio Informazioni Militare (SIM) (1947-1948)[14]
- Fanny Vialardi di Sandigliano, nata Tornielli di Vergano, vince il primo campionato del mondo amazzoni[15] side saddle al Concours hippique international militaire di Nizza in sella a Zaglione di Carlo Kechler (26 aprile 1925)

## Blasonature
Linee di Verrone, Villanova, Sandigliano
- D'oro alle due bande di rosso; col capo cucito d'oro, carico dell'aquila coronata, di nero. Cimiero: l'aquila nascente di nero. Motto: SPERO EGREDI TOTA - Grido di guerra: NOLI ME TANGERE

Linea Vialart-Vialard de Herse e d'Orvilliers
- D'azur au sautoir d'or accompagné de 4 croix ancrées de même
- Ecartelé d'azur à 6 besants d'or, 3, 2 et 1; et d'azur à la gerbe couchée d'or - (Etienne Vialart)

Linea de Villardi
- D'azur au bras d'argent tenant une palme de sinople et un chef de gueules soutenu d'argent, chargé de deux étoiles d'or

Linea de Villardi de Quinson
- D'azur au dextrochère armé d'argent, mouvant de senestre, tenant une palme d'or

Linea de Villardi de Quinson de Montlaur
- Ecartelé; aux 1 et 4, d'azur, au dextrochère armé d'argent, mouvant de senestre et tenant une palme d'or; au 2, d'azur à deux fasces d'or accompagnées de 6 besants d'argent, 3 en chef et 3 en pointe (du Faur de Librac); au 3, d'or à la croix vidée de gueules, au chef d'azur chargé de 7 fleurs de lys d'argent posées 4 et 3

## Armoriale di Casa Vialardi
La storia araldica dei Vialardi conosce un paradosso comune ad altre antiche famiglie piemontesi e, più in generale, italiane: la lacunosità delle fonti documentarie e iconografiche è tale che la prima attestazione dello scudo sinora nota risale alla fine del Medioevo. Lo stemma famigliare appare per la prima volta in un importante codice di area lombarda del Quattrocento (1450-1464), noto come Stemmario Trivulziano, che riporta in prevalenza le insegne di famiglie e comunità dello Stato di Milano e delle aree confinanti, odierno Piemonte incluso. Nel Trivulziano i Guidalardi esibiscono il loro scudo bandato di quattro pezzi d’oro e di rosso, col capo dell’Impero. Questa apparizione tardiva è la ragione per cui il ramo francese (de Villardi-de Villardi Quinson de Montlaur e Vialard de Herse et d'Orvilliers) arma uno scudo completamente diverso, che attesta la sua separazione dal ceppo d'origine in epoca antecedente il Trivulziano, mentre i tre rami italiani armeranno sempre lo stesso scudo con minime variazioni.
La seconda attestazione in ordine di tempo mostra l’altra variante dello scudo: d’oro, a due bande di rosso, col capo dell’Impero (secondo un’oscillazione frequente in araldica, tra campi suddivisi in numeri pari e dispari di figure geometriche contigue). La si può notare entro una cartella opera del factor verreriarum Pietro Vaser ai piedi della vetrata con l’Adorazione dei Magi della Parrocchiale di Verrone, ove fu inserita nella seconda metà del Cinquecento.

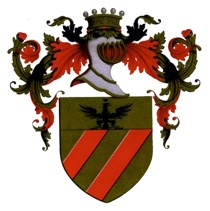
Vialardi (linee d'origine)
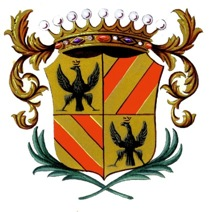
Vialardi di Verrone e Mongrando
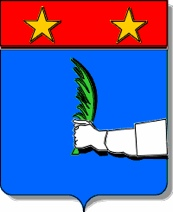
de Villardi
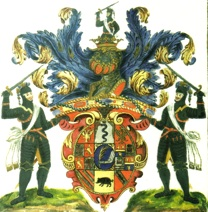
de Villardi Quinson de Montlaur
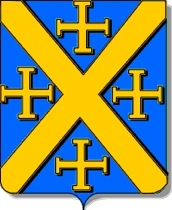
Vialard (Vialart) de Herse et d'Orvilliers